# Hapsiferona arabica
Hapsiferona arabica is een vlinder uit de familie echte motten (Tineidae). De wetenschappelijke naam van deze soort is voor het eerst geldig gepubliceerd in 2009 door Gaedike.
De soort komt voor in tropisch Afrika.